# Antonio Gómez Mendoza
Antonio Gómez Mendoza (n. 1952) es un historiador de la economía español.

## Biografía
Nació en 1952. Considerado un «pionero en la introducción de los métodos de la Nueva Historia Económica en España», ha estudiado la historia del ferrocarril en España. Doctorado en 1981  por la Universidad Complutense de Madrid, con la tesis Transporte y cambio económico en España :1855- 1913 , es autor de títulos como Ferrocarril, industria y mercado en la modernización de España (1989), El "Gibraltar económico": Franco y Riotinto, 1936-1954 (1994) y Electra y el estado (2007), este último junto a Carles Sudrià y Javier Pueyo, entre otros.